# Рамено (Самарская область)
Рамено — село в Сызранском районе Самарской область. Административный центр сельского поселения Рамено.

## География
Село располагается к северу от автодороги Урал. Находится в 12 км к северу от районного центра — города Сызрань, и в 119 км к северо-западу от Самары. Высота центра селения над уровнем моря — 161 м.

## Инфраструктура
В селе функционирует средняя школа.

## Население
| 2010 |
| ---- |
| 1372 |

## Достопримечательности и инфраструктура
- В селе расположен действующий храм в честь Спаса Нерукотворного. Храм был открыт 31 декабря 2017 года[5].
- В центре села находится памятник односельчанам, павшим в годы Великой Отечественной войны[4].